# 青木裕史
青木 裕史（あおき ひろし、本名：青木 清、1952年1月10日 - 2020年12月19日）は、日本の歌手。静岡県藤枝市出身。

## 略歴
静岡県立藤枝東高等学校、東京芸術大学音楽学部声楽科卒業。大学在学中から、NHK教育テレビ番組にレギュラー出演。第12回日本シャンソンコンクール入賞を機に、ポピュラー界に転向。
2020年12月19日、脳梗塞のため東京都練馬区の自宅で死去。68歳没。

## シングル
- 旅の終り/幸せはどこにありますか（キングレコード、1977年）※青木清名義
- みちのく慕情/花かんざし（キングレコード）※青木清名義
- かすみ草哀歌（大塚博堂遺作）

## アルバム
- 百万本のバラ
- 風のルフラン
- 歌は時代を超えて